# A Riviéra vadorzói
A Riviéra vadorzói (eredeti címén Dirty Rotten Scoundrels) 1988-ban bemutatott amerikai filmvígjáték, melyet Frank Oz rendezett. A főbb szerepekben Steve Martin, Michael Caine és Glenne Headly látható. A film a Marlon Brando és David Niven főszereplésével készült Dajkamesék hölgyeknek (Bedtime Story) című, 1964-es komédia remake-je.
A történetet még kétszer újraforgatták: 1992-ben az indiai gyártású Khel című filmet, 2019-ben pedig a Csaló csajok (The Hustle) című filmet készítették el. Az utóbbiban a főszereplő csaló párost már nők (Anne Hathaway és Rebel Wilson) alakították.

## Szereplők
| Szereplő            | Színész        | Magyar hang      |
| ------------------- | -------------- | ---------------- |
| Freddy Benson       | Steve Martin   | Maros Gábor      |
| Lawrence Jamieson   | Michael Caine  | Makay Sándor     |
| Janet Colgate       | Glenne Headly  | Hernádi Judit    |
| Andre felügyelő     | Anton Rodgers  | Perlaki István   |
| Fanny Eubanks       | Barbara Harris | Andresz Kati     |
| Arthur              | Ian McDiarmid  | Cs. Németh Lajos |
| Mrs. Reed           | Dana Ivey      | Rák Kati         |
| Miss Krista Knudsen | Aïna Walle     | Andai Györgyi    |

## A film készítése
Mick Jagger és David Bowie megkeresték Dale Launer forgatókönyvírót, hogy írjon egy történetet, amiből filmet forgathatnak. Launer javasolta a Dajkamesék hölgyeknek történetét, aminek a megfilmesítési jogait meg is szerezte magának. Bowie és Jagger nem volt elégedett a sztorival és Martin Scorsese rendezővel kiszálltak a projekt megvalósításából. Eredetileg Freddy Benson szerepére Eddie Murphyt szerették volna, Jamieson szerepére pedig Richard Dreyfuss, Rowan Atkinson, Eric Idle, Dudley Moore, Leslie Nielsen, Michael Palin, Gene Wilder és John Cleese színészek közül választottak volna, de mindnyájan elutasították az ajánlatot. Cleese egy 2008-as interjúban elárulta, hogy megbánta, amiért nem vállalta el a szerepet. A csalópáros szerepét végül Michael Caine és Steve Martin kapta.
A forgatás 1988 nyarán (június 6-tól augusztusig) Franciaországban zajlott a következő helyszíneken: Antibes, Cannes, Beaulieu-sur-Mer (a filmben a "Beaumont-sur-Mer" néven jelenik meg), Saint-Jean-Cap-Ferrat, Villefranche-sur-Mer és Nizza. Lawrence Jamieson (Michael Caine) fényűző lakhelyének a Grand-Hôtel du Cap-Ferrat nevű privát tulajdonú birtok és villa adott otthont, ahol a kaszinós jeleneteket is felvették.

## Fogadtatás

### Kritikai visszhang
A Riviéra vadorzóit jól fogadta a kritika. A Rotten Tomatoeson 89%-on van a kritikai átlaga, 37 kritikából 33 pozitívan, 4 negatívan ítélte meg a filmet. A PORT.hu-n 8,9 pontot kapott, az IMDb-n pedig 7,4-et.

### Bevételi adatok
1988. december 16-án mutatták be az észak-amerikai mozik. Azon a hétvégén 3 840 498 dollár bevételt hozott 1466 moziban, és az ötödik helyen végzett, a második hete bemutatott Ikrek, a szintén debütáló Esőember, a harmadik hete műsoron lévő Csupasz pisztoly és a negyedik hete futó Szellemes karácsony mögött.
Az észak-amerikai mozik 1989. február 12-éig tartották műsoron és 42 039 085 dollár bevétellel zárt.

## Fordítás
- Ez a szócikk részben vagy egészben  a   Dirty Rotten Scoundrels (film) című angol Wikipédia-szócikk fordításán alapul.  Az eredeti cikk szerkesztőit annak laptörténete sorolja fel. Ez a jelzés csupán a megfogalmazás eredetét és a szerzői jogokat jelzi, nem szolgál a cikkben szereplő információk forrásmegjelöléseként.